# 우치다 요시카즈
우치다 요시카즈(일본어: 内田 祥三, 1885년 2월 23일 ~ 1972년 12월 14일)는 일본의 건축학자, 건축가이며 전 도쿄 제국대학 총장이다.

## 인물
도쿄 제국대학 건축학과에서 구조계산법과 철골 및 철근 콘크리트 강의를 담당했다. 사노 도시카타의 건축구조학을 계승하는 형식으로 발전시키고 건축구조, 방재, 도시 계획, 문화재 복원 등 수많은 분야에 업적을 남김과 동시에 도쿄 제국대학 영선부장도 겸임하면서 많은 후진을 길렀다.
간토 대지진(1923년) 후의 도쿄 제국대학 구내의 복구를 주도했고 대학 정문으로부터 이어진 은행나무 가로수 등 캠퍼스에 명쾌한 축선을 도입하고 일명 ‘우치다 고딕’이라고 불리는 디자인 패턴의 건물을 많이 건설했다.
1943년에 도쿄 제국대학 총장으로 취임했고 히라가 유즈루의 사후, 흥아 공업대학(현 지바 공업대학) 고문을 이어받아 지바 공업대학의 운영에 전력을 다했다. 패전 전에는 제도방위사령부에서 도쿄 제국대학을 사용하고 싶다는 군부의 강경한 제의를 단호히 거절했고 종전 직후에는 미군이 연합군 최고사령부 제8군 사령부로서 도쿄 제국대학을 접수 요구했을 때 각 방면으로 움직이면서 멈추게 했다.
대표작은 도쿄 대학 혼고 캠퍼스에 있는 도쿄 대학 대강당(야스다 강당)이다(지진 전에 착공하여 1925년에 준공, 제자 기시다 히데토와 공동 설계). 도쿄 대학 축구부 ‘어소시에이츠식 축구부’ 부장을 맡기도 했다.

## 약력
- 1885년 : 도쿄부 도쿄시 후카가와구에서 태어나 4세 때 아버지를 여의다.
- 1901년 : 구제 가이세이 중학교를 졸업, 구제 제일고등학교에 입학
- 1904년 : 도쿄 제국대학 공과대학 건축과에 입학, 재학 중에 미쓰비시 비즈니스가에서 건축 실습을 함
- 1907년 : 도쿄 제국대학 건축학과 졸업(함께 시가지 건축물법의 기초에 관여한 가사하라 도시로와는 동기). 미쓰비시 합자 토지부(현 미쓰비시지쇼)에 입사, 13호관 등 오피스 빌딩 건설에 종사
- 1910년 : 도쿄 제국대학 대학원에 진학, 사노 도시카타 밑에서 콘크리트·철골 등의 건축구조를 연구
- 1911년 : 도쿄 제국대학 강사(촉탁), 육군경리학교 강사
- 1916년 : 도쿄 제국대학 조교수
- 1918년 : 논문 《건축 구조 특히 벽체 및 바닥에 관한 연구》로 공학박사 학위를 취득
- 1921년 : 도쿄 제국대학 공학부 교수
- 1923년 : 도쿄 제국대학 영선과장을 겸임, 간토 대지진 후의 캠퍼스 부흥을 지도
- 1924년 : 재단법인 도준카이 이사(나카노고 아파트를 설계)
- 1935년 : 일본건축학회 회장을 역임
- 1943년 : 도쿄 제국대학 제14대 총장으로 취임(1945년 12월까지)
- 1972년 : 문화훈장 수상

## 작품

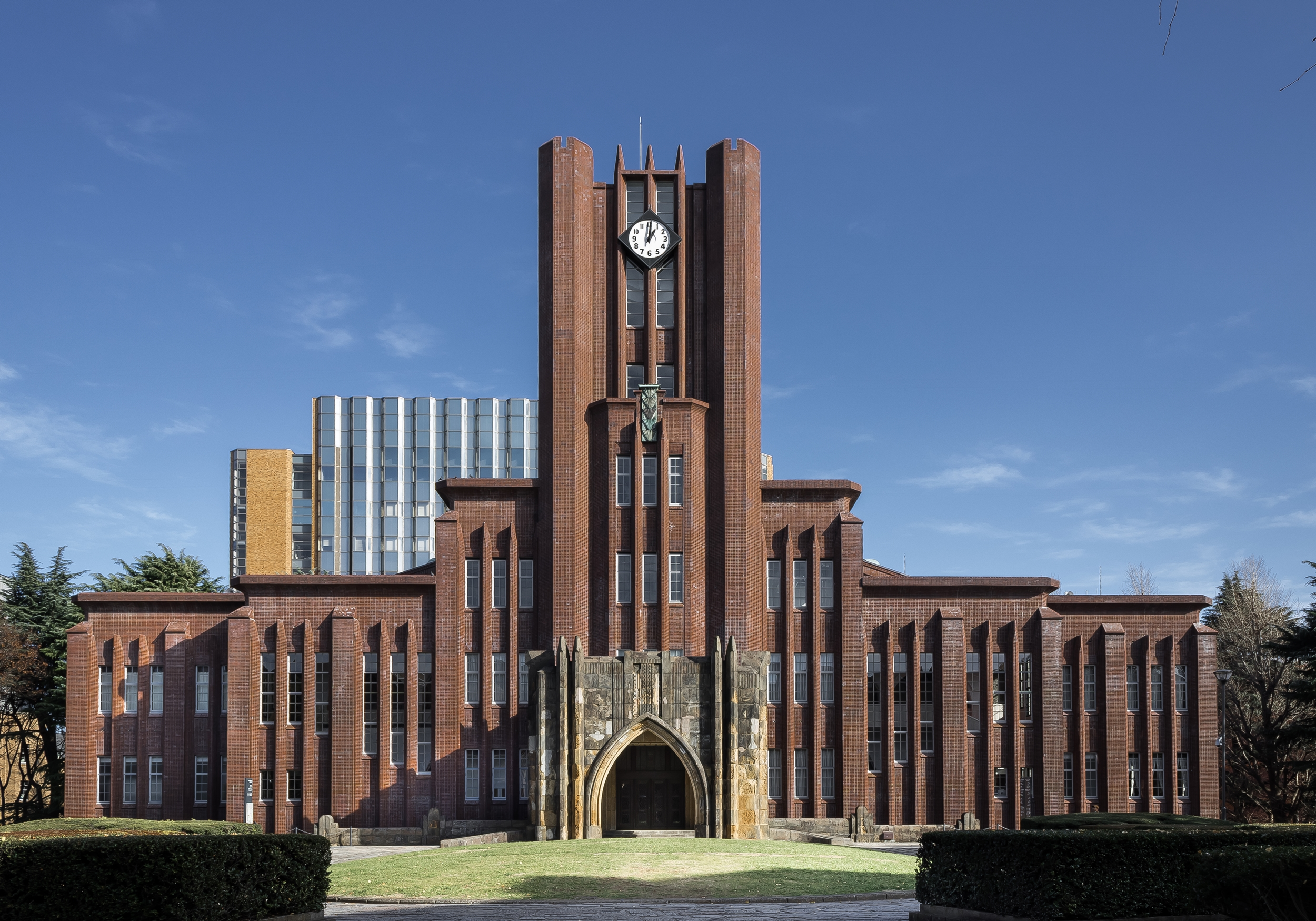
야스다 강당

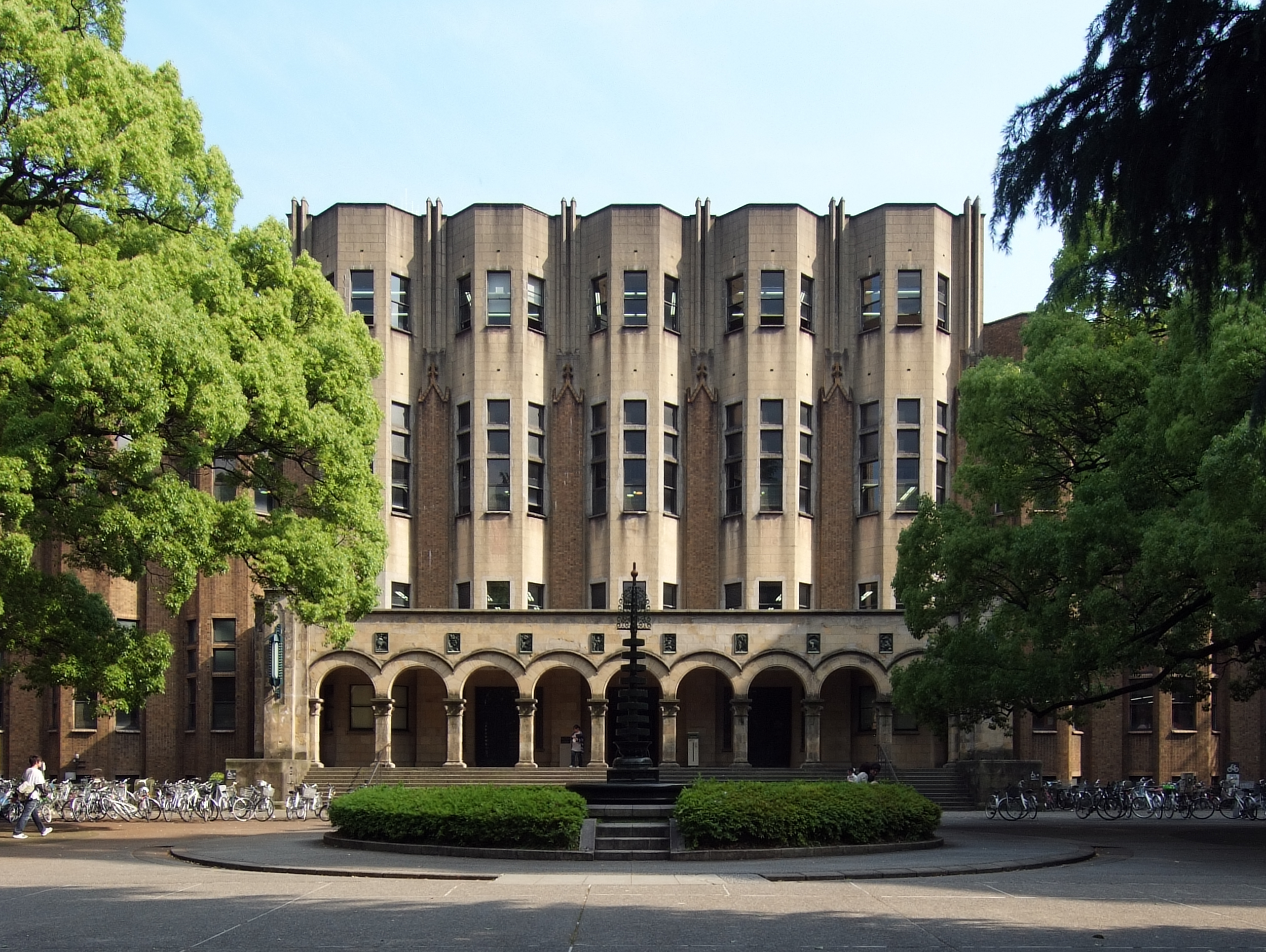
도쿄대 종합도서관

- 도쿄 대학 혼고 캠퍼스 건물 : 야스다 강당, 종합도서관, 도쿄 대학 부속 병원 제1 연구동·관리 연구동, 법문 1·2호관, 법학부 3호관, 의학부 1·2호관, 공학부 열품관, 공학부 1·3·4·6호관, 이학부 2호관, 농학부 1·2·3호관(이상은 일명 ‘우치다 고딕’의 디자인), 다쓰오카몬, 공학부 2호관, 농학부 정문, 도쿄대 구장 등
- 도쿄 대학 고마바 1캠퍼스(구제 제일고등학교) 건물 : 교양학부 1호관, 교양학부 900번 교실, 고마바 박물관 등(우치다 고딕의 디자인)
- 도쿄 대학 고마바 2캠퍼스 건물 : 첨단과학기술연구센터 1·13·22호관 등
- 도쿄 대학 의과학연구소 : 시로카네다이 캠퍼스 1호관(우치다 고딕의 디자인)
- 고이시카와 식물원 : 본관

## 주요 저서
- 《内田祥三先生作品集》 가시마 연구소 출판회(1969년)
- 《建築構造汎論》 이와나미 쇼텐(1949년)
- 《鐵筋コンクリートの理論と實際》 다이호칸(1925년)
- 《都市計画の施設に就て～都市と公園　庭園協會編》 세이비도 쇼텐(1924년)
- 《鐵筋コンクリートの理論　復興建築叢書第11号》, 부흥국 건축부
- 《木造都市と防火都市》, 전국시유물건재해공제회(1951년)